# SS Ranchi
SS Ranchi – brytyjski statek pasażerski, służący w okresie II wojny światowej jako krążownik pomocniczy HMS Ranchi. 

## Budowa i służba jako statek
Statek wodowano 24 stycznia 1925 w stoczni Hawthorn, Leslie & Company w Newcastle upon Tyne (numer budowy 534), a ukończono 28 lipca 1925. Należał do serii czterech statków tego typu: "Ranpura", "Rajputana", "Rawalpindi" przeznaczonych na trasę Londyn-Bombaj, dla brytyjskiego armatora Peninsular & Oriental Line (P&O) (w tej samej stoczni został zbudowany "Ranpura"). Nazwa pochodziła od miasta Ranchi w Indiach. W dziewiczy rejs wyruszył w sierpniu 1925.
Był to średniej wielkości dwukominowy dwuśrubowy parowiec, o pojemności początkowo 16 650 BRT, a od 1931 - 16 738 BRT. Zabierał 308 pasażerów w I klasie i 282 w II klasie, a załoga liczyła 380 osób. 

## Służba jako krążownik pomocniczy
Jeszcze przed wybuchem II wojny światowej, 27 sierpnia 1939 statek został przejęty przez rząd brytyjski i przebudowany następnie w Bombaju na krążownik pomocniczy HMS "Ranchi", ze znakiem taktycznym F15. Przebudowę ukończono 23 października 1939. Uzbrojenie składało się z 8 pojedynczych armat 152 mm MK VII i dwóch armat przeciwlotniczych 76 mm. Okręt stał się jednokominowcem, przez usunięcie tylnego komina. Zapas paliwa wynosił 1885 ts.
Po wejściu do służby, "Ranchi" patrolował w rejonie Indii Wschodnich, będąc przydzielony do East Indies Station. W lutym 1941 brał udział w bezskutecznych poszukiwaniach niemieckiego krążownika ciężkiego "Admiral Scheer" na Oceanie Indyjskim. W marcu 1942, po ofensywie japońskiej na Indie Wschodnie, wszedł w skład brytyjskiej Floty Wschodniej (Eastern Fleet).
16 marca 1943 okręt rozbrojono i przystosowano do roli transportowca wojska, w czarterze Ministerstwa Transportu Wojennego. Przetrwał wojnę, a po jej zakończeniu był używany do repatriacji byłych jeńców wojennych i osób internowanych z japońskich obozów.

## Służba jako statek po wojnie
18 lipca 1947 został zwrócony armatorowi i ponownie dostosowany do roli statku pasażerskiego. Po przebudowie w stoczni Harland and Wolff, "Ranchy" stał się jednoklasowym statkiem pasażerskim. Jego pojemność wynosiła wówczas 16.974 BRT.
W pierwszy rejs po przebudowie wyszedł z Londynu do Sydney 17 czerwca 1948. Służył głównie do przewozu emigrantów. Już w styczniu 1953 został wycofany i sprzedany na złom do Newport w Walii.